# Demons and Wizards (musikalbum av Uriah Heep)
Den här artikeln handlar om albumet av Uriah Heep, se Demons & Wizards, för artikeln om musikprojektet Demons & Wizards
Demons and Wizards år hårdrocksbandet Uriah Heeps fjärde album, släppt 1972. Strax innan inspelningen började hade trummisen Ian Clarke och bandets grundare, basisten Paul Newton, hoppat av. De ersattes av Mark Clarke på bas, och Lee Kerslake som tidigare spelat med Ken Hensley och Paul Newton i The Gods. Mark Clarke hoppade i sin tur av bandet efter bara tre månader men hann med att skriva låten "The Wizard" tillsammans med Ken Hensley. Han ersattes av "underbarnet" Gary Thain från Keef Hartley Band. Denna bandets sjätte uppsättning på bara två år skulle komma att bli den mest framgångsrika.
Efter att ha slagit igenom med skivan Look at Yourself året innan blev Demons and Wizards gruppens stora genombrott. Albumet brukar ofta räknas som ett av deras bästa album. På albumet finns lugnare låtar som "The Wizard", men också snabbare, rockigare som hiten "Easy Livin'". Som singel nådde den #39 på Billboard Hot 100 i USA. Allt har också en känsla av rymd i sig, och är lite allmänt flummigt.
Skivan gavs ut i ett utvikskonvolut med en fantasyorienterad målning av Roger Dean. I fodralet fanns bilder på gruppen, och på skyddsfodralet till skivan fanns låttexterna.

## Låtlista
(upphovsman inom parentes)
1. "The Wizard" (Clarke/Hensley) - 2:59
2. "Traveller in Time" (Box/Byron/Kerslake) - 3:25
3. "Easy Livin'" (Hensley) - 2:37
4. "Poet's Justice" (Box/Hensley/Kerslake) - 4:15
5. "Circle of Hands" (Hensley) - 6:25
6. "Rainbow Demon" (Hensley) - 4:25
7. "All My Life" (Box/Byron/Kerslake) - 2:44
8. "Paradise" (Hensley) - 5:10
9. "The Spell" (Hensley) - 7:28

## Medlemmar
- David Byron - Sångare
- Ken Hensley - Organist, Piano, Gitarr, och sång
- Mick Box - Gitarr, och sång
- Gary Thain - Bas
- Lee Kerslake - Trummor
- Mark Clark - Bas på låten "The Wizard"

## Listplaceringar
| Lista (1972)   | Position             |
| -------------- | -------------------- |
| Australien     | 14 (Go Set)          |
| Danmark        | 7                    |
| Finland        | 1                    |
| Japan          | 28 (Oricon)          |
| Kanada         | 22 (RPM)             |
| Norge          | 5 (VG-lista)         |
| Storbritannien | 20 (UK Albums Chart) |
| Sverige        | 8* (Kvällstoppen)    |
| USA            | 23 (Billboard 200)   |
| Västtyskland   | 5                    |